# Radio WaMa
Radio WaMa – sieć lokalnych rozgłośni radiowych, nadających pod tą nazwą w latach 1994-2008, należących do spółki Radio Warmia-Mazury „Wa-Ma” S.A.

## Stacje należące do sieci
W skład siedzi wchodziły stacje:
- Radio WaMa (dla Olsztyna, emisja od 30 kwietnia 1994)[2]
- Radio WaMa Iława (emisja od 11 listopada 1994)[2]
- Radio WaMa Mrągowo (emisja od 29 listopada 1996)[2]
- Radio WaMa Giżycko (emisja od 14 października 2008)[3]

## Historia
Radio powstało w maju 1994 roku, koncesję na nadawanie pozyskało 1 czerwca 1994. Pierwszy raz można było je słyszeć na przełomie lipca i sierpnia 1994 roku. Radio na początku swego istnienia było własnością dziesięciu organizacji, z których największym udziałowcem był Totalizator Sportowy Lotto w Warszawie. W 2002 roku głównym udziałowcem spółki został broker mediowy Ad Point, który stał się właścicielem ponad 4/5 akcji spółki. Pozostałą część akcji posiadał Ireneusz Iwański – pierwszy redaktor naczelny rozgłośni.
Do 2001 roku Radio WaMa było stacją niesformatowaną, nadającą program określany koncesyjnie jako muzyczno-informacyjny. Od 2002 WaMa zdecydowała się na sformatowanie programu swojej stacji, decydując się na sprawdzony na całym świecie komercyjny format określany z angielskiego jako „oldies” („złote przeboje”). Sformatowanie stacji pod tym kątem polegało głównie na ścisłym określeniu rodzaju muzyki nadawanego przez rozgłośnię – w tym przypadku było to nadawanie przebojów z lat 60., 70., 80. i pierwszej połowy lat 90. Format ten wiązał się z nadaniem stacji określonych preferencji związanych z grupą słuchaczy, na których chciało się nastawić Radio WaMa. Redaktorem naczelnym stacji był wówczas Janusz Dołkowski.
Format przyjęty przez rozgłośnię był czynnikiem decydującym o wyglądzie serwisów informacyjnych Radia WaMa – informacje były podawane w ograniczonej formie, a ich ilość zmalała do minimum na rzecz muzyki, która miała największy udział w programie.
W lutym 2006 dyrektorem generalnym stacji został Dariusz Naworski. Od tego momentu w Radiu zaszły zmiany, a stacja osiąga coraz lepsze wyniki słuchalności. W tym czasie funkcję redaktora naczelnego (do 2007 r.) sprawował Tomasz Szymaniak. W marcu 2006 format „goldies” został zastąpiony bardziej uniwersalnym formatem AC (adult contemporary) (format, który obowiązywał przed 2002 rokiem). Od tego momentu udział w rynku słuchalności ciągle rośnie – w sierpniu 2006 r. w grupie docelowej (25-45 lat) w Olsztynie wynosił 10%, a w woj. warmińsko-mazurskim 7,5% (SMG/KRC).
Od marca 2007 stacje Radia WaMa nadawały program w formacie wspólnym z kilkoma stacjami sieci Planeta FM (rozgłośniami w Kielcach, Koninie, Słupcy). 6 grudnia 2008 włączone zostały oficjalnie do sieci Planeta FM, kończąc tym samym działalność pod dotychczasową nazwą, ale zachowując wcześniejszy charakter i kształt ramówki. 30 czerwca 2013 stacje te przeszły do sieci Radio ZET Gold.